# 센카쿠 열도 분쟁

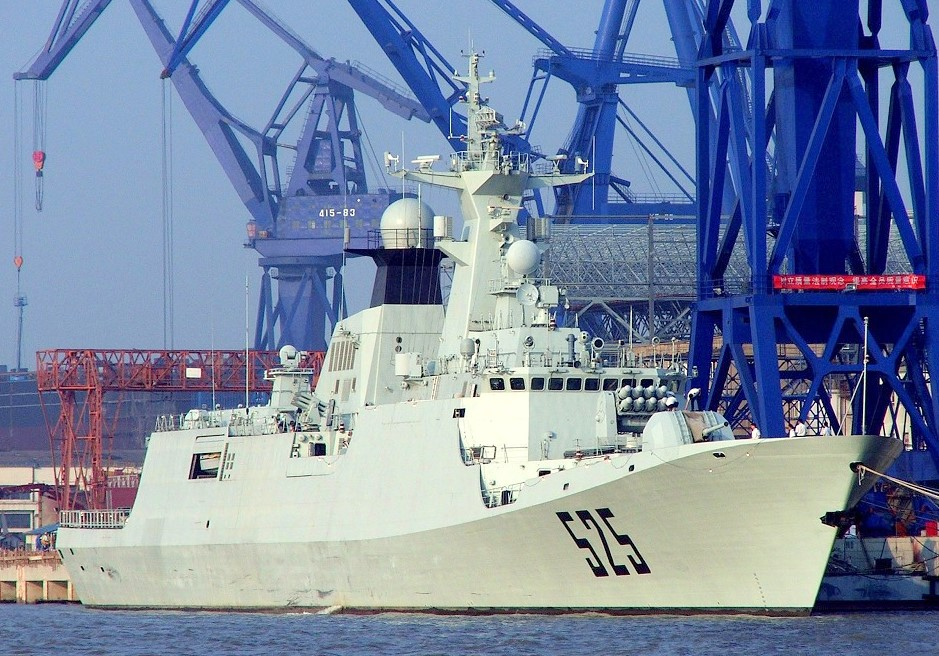
중국 054형 호위함

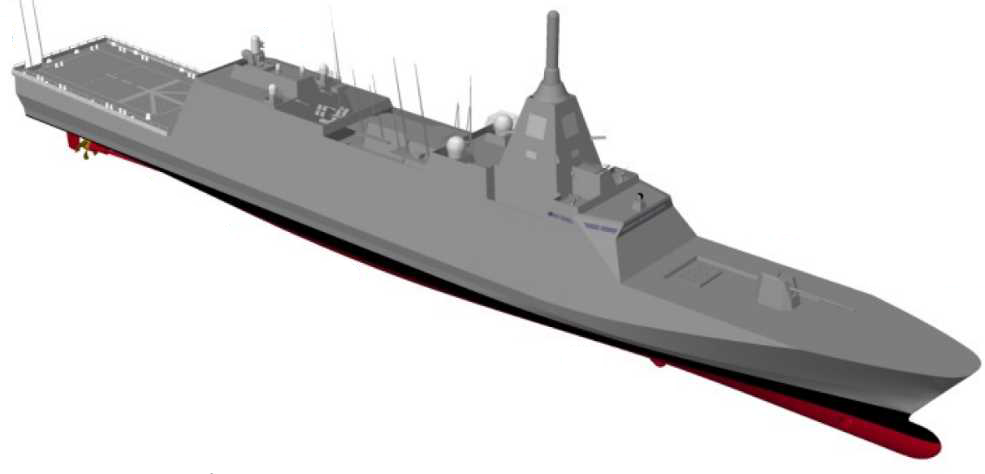
일본 모가미급 호위함

센카쿠 제도 분쟁(일본어: せんかく しょとう もんだい) 혹은 댜오위다오 분쟁(중국어: 钓鱼岛主权问题)은 센카쿠 제도 혹은 댜오위다오의 영유권을 놓고 일본, 중국, 대만이 각자의 영토로 간주하는 분쟁을 말한다. 이들 세 나라는 센카쿠 제도·댜오위다오 외에도 동중국해의 다른 해역들(춘샤오 가스전 등)도 서로 영유권을 주장하여 영토 분쟁이 발생되고 있다. 현재 이 섬을 일본이 점령하고 있으며 중국과 대만과 일본이 영유권을 각각 주장하고 있다.  대만은 일본과 협정을 맺고 영유권 주장을 일시 보류한 상태다.

## 역사
센카쿠 제도는 일본 요나구니섬에서 160 km, 대만과 일본 이시가키섬에서 170 km, 중국에서 330 km 떨어져 있는 동중국해의 섬이다. 최근 중국은 베트남, 필리핀과 남중국해의 영토 분쟁을 벌이면서, 중국 해군을 급격히 증강, 대치하고 있는데, 그 뜨거운 남중국해 바로 옆에 센카쿠 열도가 있다. 중국의 경제성장이 매우 고도화 되자, 중국 해군의 군함수가 매우 늘어났고, 그러자 중국 인근 바다에 대해 타국 배들의 접근을 차단할 정도로 해군력이 강력해진 것이다. 이에 대해, 기득권자인 미국, 일본이 매우 반발하고 있지만, 점차 중국 해군이 야금야금 해역을 먹어 들어가고 있는 형편이다. 점점 미국 해군과 일본 해군이 뒤로 밀려나고 있다.
2012년 9월 20일, 센카쿠 열도 서북쪽 80해리 해상에 중국 해군 호위함 2척이 나타났다. 일본의 센카쿠 국유화 조처 이후, 센카쿠 근해에 중국 군함이 접근한 것은 이번이 처음이다. 중국 정부는 자국 군함의 센카쿠 해역 접근 사실을 공식 확인하지는 않았지만, 일본의 순시선 배치 등에 대한 대응조처로 보인다.
2016년 6월 9일, 새벽 0시 50분에 중국 해군의 만재배수량 4300톤 쟌카이 I급 호위함(054형 호위함) 1척이 센카쿠 제도 구바섬 북동쪽의 접속수역에 들어간 것을 해상자위대 만재배수량 4900톤 아사기리급 호위함 세도기리호가 확인했다. 중국 군함이 센카쿠 주변 접속 수역에 진입한 것은 이번이 처음이다. 중국 해경 어업감시선은 자주 진입하곤 했다. 러시아 해군의 만재배수량 7500톤 우달로이급 구축함 등 3척도 8일 오후 9시 50분께 구바 섬과 다이쇼 섬 사이의 남쪽에서 접속수역으로 들어와 9일 새벽 3시5분께 북쪽에 빠져나갔다. 센카쿠 주변에서 러시아 군함이 접속 수역에 들어온 것은 전에도 몇 차례 발생했었다. 접속수역은 영해의 외측 12해리(약 22 km)의 범위의 공해를 지칭하는 것으로 외국 군함이 들어가도 국제법상 문제는 없다. 그러나 침략전쟁의 신호, 징후로 해석되어 지배국이 강력하게 반발한다.
2017년 6월 11일, 일본은 센카쿠 제도(댜오위다오)의 영유권을 주장하면서 동중국해에 진출을 확대하는 중국의 해경선을 제압하기 위해 4000t급 호위함 22척을 건조해 배치할 계획이라고 중국 CCTV가 보도했다. 배수량을 20% 줄이고 비용도 30% 감축해 4년 만에 건조할 예정이다. 2018년부터 시작해 매년 2척씩 총 22척을 배치할 계획이다. 모가미급 호위함이라고 부른다.
2019년 12월 17일, 중국 관공선의 센카쿠 열도 인근 진입이 올해 들어 11월까지 약 1천척으로 역대 최대라고 보도되었다.
2020년 5월 22일, 중국 해군이 공인한 잡지인 현대 함선에 최근 전문가들이 제시한 센카쿠 충돌 시나리오가 실렸다. 중국이 일본이 지배중인 센카쿠 열도를 점령한다는 내용이다. 중국인민해방군은 2010년쯤에 대규모 해군 증강을 시작했고 과거 약 5년 동안 해군함정의 총톤수, 성능, 화력 등이 획기적으로 강화했다. 중국 해군은 2000년에는 VLS를 1기도 보유하지 않았으나 올해는 2000기를 넘어 일본(1500기)을 훨씬 웃돌고 있다. 원래 일본 해상자위대는 미국 해군에 이어 세계 2위의 해군 전력으로 유명해는데, 최근 중국이 2위를 차지하며 일본을 3위로 밀어냈다는 의미이다.
2020년 7월 18일, 일본 해상보안청 순시선은 이날 일본 정부가 센카쿠 열도 주변에서 자국 영해라고 주장하는 수역의 바깥쪽인 이른바 접속수역에서 중국 해경국 선박 4척이 이동하고 있는 것을 확인했다. 이날로 96일 연속으로 중국 당국 선박이 센카쿠 열도 주변에 접근했다. 일본 방위성의 한 간부는 중국 측의 동향을 이유로 해상자위대가 출동하는 것에 대해 "그것을 구실로 삼아 중국 해군이 밀고 들어와 실효 지배를 시도할 수 있다.